# Càncer vaginal
El càncer vaginal és un tumor maligne que es forma als teixits de la vagina. Els tumors primaris solen ser carcinomes de cèl·lules escatoses. Els tumors primaris són rars i, normalment, el càncer vaginal es presenta com a tumor secundari. El càncer vaginal es produeix amb més freqüència en dones majors de 50 anys, però pot aparèixer a qualsevol edat, fins i tot en la infància. Sovint es pot curar si es troba i es tracta en etapes inicials. La cirurgia sola o la cirurgia combinada amb radiació pelviana solen utilitzar-se per tractar el càncer vaginal. Es pot diagnosticar un càncer vaginal avançat als nens. Es tracten mitjançant cirurgia, radioteràpia i quimioteràpia. El càncer vaginal en nens pot tornar a aparèixer. La teràpia gènica per tractar el càncer vaginal es troba actualment en assaigs clínics.
Junt amb el de vulva, a Catalunya, té una taxa de supervivència a cinc anys al voltant del 57%.